# Cord (Raummaß)

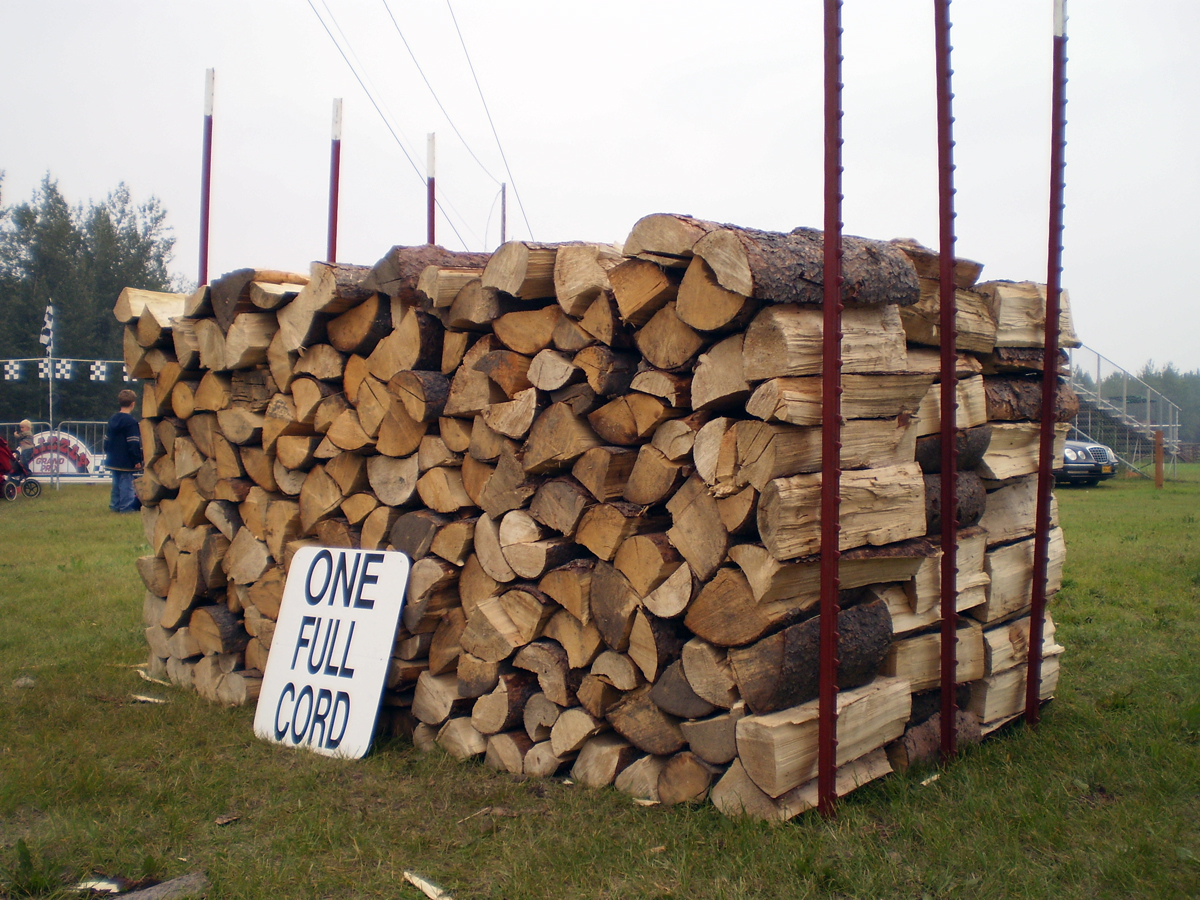
Ein Cord Feuerholz

Der Cord ist ein Raummaß für Holz und in den USA und Kanada eine übliche Maßeinheit des angloamerikanischen Maßsystems beim Handel mit Brennholz und Holzschnitzeln und war auch in den drei vereinigten Königreichen England, Schottland, Irland geltendes Maß. Ein Cord entspricht 4 mal 4 mal 8 Fuß = 128 Kubikfuß (3,62 m³) geschichteter Holzscheite (einschließlich der Zwischenräume in der Schichtung) und damit etwa einem Klafter.
In Kanada ist der Cord durch Measurement Canada, eine staatliche Behörde, gesetzlich festgelegt. In den USA definiert das Handbuch 130 des National Institute of Standards and Technology die Größe eines Cord und legt einheitliche Regeln für den Verkauf von Kamin- und Brennholz fest. Im metrischen System wird Brennholz üblicherweise in Ster oder Kubikmetern gemessen.
Ein Kubikmeter Holz ohne Zwischenräume ist der Festmeter (fm).
Folgende Richtwerte können zur Umrechnung dienen:
| 1,000 Festmeter (fm) | = 1,400 Raummeter/Ster (rm) | = 0,386 Cord |
| 0,700 Festmeter (fm) | = 1,000 Raummeter/Ster (rm) | = 0,276 Cord |
| 2,536 Festmeter (fm) | = 3,623 Raummeter/Ster (rm) | = 1,000 Cord |

Der Holzanteil im Inhalt eines Cord ist von der Stückgröße und -form sowie der Sorgfalt beim Aufsetzen abhängig und kann somit schwanken.
Eine Parlamentsakte vom 17. Juni 1824 veranlasste die Einführung gleichförmiger Maße und Gewichte in den drei vereinigten Königreichen England, Schottland, Irland, welche unter dem Namen Imperial Measures (Reichsmaße) mit dem 1. Januar 1826 in Kraft traten.
Man unterschied Shids (Scheite), Billets (Kloben), Faggots (Reisbündel), Fall wood (trockenes Holz) und Cord wood (Klafterholz).
Cord wood, das Klafterholz, war die dickere Sorte des Brennholzes und wurde nach einem Klafter, dem Cord oder der Schnur, der Line, gemessen. Zwei verschiedene Maße gab es:
- 1 Variante 14 Fuß Länge mal 3 Fuß Breite mal 3 Fuß Höhe, entsprechend 126 Kubik-Fuß (engl.) = 104,084  Kubik-Fuß (paris) = 3,56773 Ster
- 2 Variante 8 Fuß Länge mal 4 Fuß Breite mal 4 Fuß Höhe entsprechend 128 Kubik-Fuß (engl.) = 105,737 Kubik-Fuß (paris) = 3,62436 Ster

Beim Brennholzmaß rechnet man:
- 1 Cord = 1000 Billets Holz  = 10 Hundred Weight (englische Zentner = 1120 Pfund Avoirdupois Holz)
- 1 Cord Holz = 1⁄2 Chaldron Kohlen